# آيماكس

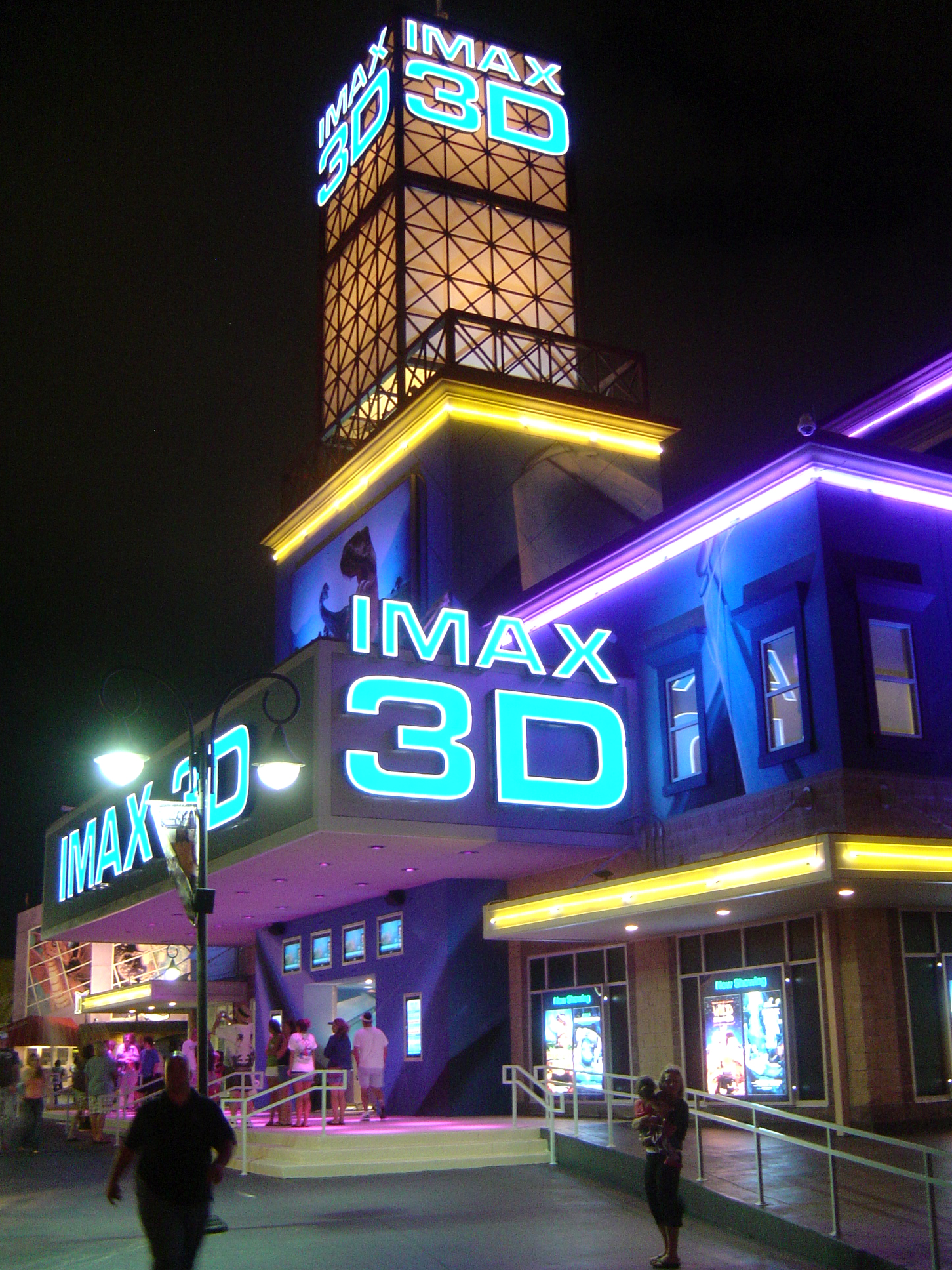
قاعة سينما آيماكس

آيماكس (IMAX) (اختصار ل Image Maximum) هو نظام مملوك للكامرات عالية الوضوح وتنسيق الفيلم وجهاز العرض السينمائي والسينما التي تمتك شاشات كبيرة جداً وتمتلك نسبة البعدين (1.43:1 أو 1.90:1) التي صنعتها شركة آيماكس الكندية. تملك الصيغة التقليدية للآيماكس القدرة على تسجيل وعرض الصور بشكلٍ أكبر بكثير في الحجم والدقة من أنظمة السينما التقليدية. معيار شاشة الآيماكس أن تكون بطول 22 متر (72 قدم) وارتفاع 16.1 متر (53 قدم) -->، ولكنها يمكن أن تختلف عن ذلك.